# Elise Chabbey
Elise Chabbey (ur. 24 kwietnia 1993 w Genewie) – szwajcarska kolarka szosowa, złota medalistka mistrzostw świata.

## Kariera
Pierwszy sukces w karierze osiągnęła w 2019 roku, kiedy zwyciężyła w wyścigu Tour de Berne. Na rozgrywanych rok później mistrzostwach Europy w Plouay zdobyła srebrny medal w drużynowej jeździe na czas. Podczas mistrzostw świata w Wollongong w 2022 roku zdobyła złoty medal w tej samej konkurencji. Zajęła też między innymi drugie miejsce w Tour de Suisse Féminin i trzecie w Madrid Challenge by la Vuelta w 2021 roku oraz trzecie w Dwars door Vlaanderen w 2022 roku.
Brała również udział w zawodach kajakarstwa górskiego na igrzyskach olimpijskich w Londynie w 2012 roku, zajmując 20. miejsce w K-1 kobiet. 